# George van Iwaarden
George Gerardus van Iwaarden –conocido como Sjors van Iwaarden– (Ámsterdam, 22 de febrero de 1969) es un deportista neerlandés que compitió en remo.
Ganó una medalla de plata en el Campeonato Mundial de Remo de 1994, en la prueba de ocho con timonel. Participó en dos Juegos Olímpicos de Verano, en los años 1992 y 1996, ocupando el octavo lugar en Barcelona 1992, en la prueba de dos sin timonel.

## Palmarés internacional
| Campeonato Mundial | Campeonato Mundial            | Campeonato Mundial | Campeonato Mundial |
| Año                | Lugar                         | Medalla            | Prueba             |
| ------------------ | ----------------------------- | ------------------ | ------------------ |
| 1994               | Indianápolis (Estados Unidos) | Medalla de plata   | Ocho con timonel   |